# Darío Rojas
Ruben Darío Rojas (ur. 20 stycznia 1960 w Buenos Aires) – piłkarz boliwijski grający na pozycji bramkarza.

## Kariera klubowa
Pierwszym klubem w karierze Rojasa był Oriente Petrolero i w jego barwach zadebiutował w pierwszej lidze boliwijskiej. W swojej karierze był także piłkarzem innych zespołów z pierwszej ligi Boliwii: Realu Santa Cruz i Guabiry Montero.

## Kariera reprezentacyjna
W 1993 roku Rojas był podstawowym bramkarzem reprezentacji Boliwii na Copa América 1993. W 1994 roku Rojas został powołany przez selekcjonera Xabiera Azkargortę do kadry na Mistrzostwa Świata w USA. Tam rezerwowym bramkarzem dla Carlosa Trucco i nie rozegrał żadnego spotkania.